# پابلو پینه‌دا
پابلو پینه‌دا (اسپانیایی: Pablo Pineda‎؛ زادهٔ ۱۹۷۴ میلادی) یک هنرپیشه، آموزگار و روان‌شناس اهل اسپانیا است.
وی در سال ۲۰۰۹ میلادی بابت هنرنمایی در فیلم «من هم همین‌طور»، برندهٔ «صدف نقره‌ای» جشنواره فیلم سن‌سباستین شد. در این فیلم او نقش یک دانشجوی فارغ‌التحصیل شدهٔ دانشگاه را بازی می‌کند که مبتلا به سندرم داون است و این نقش، بی‌شباهت به داستانِ واقعیِ زندگیِ او نیست. پابلو در زندگی واقعی هم مبتلا به سندرم داون است و علاوه بر مدرک آموزگاری، مدرک کارشناسی روان‌شناسی تربیتی را هم داراست. او نخستین فردِ مبتلا به سندرم داون در اروپاست که موفق به اخذِ مدرک دانشگاهی شده‌است. وی تصمیم دارد در آینده، بجای بازیگری، به شغل آموزگاری بپردازد.